# 영하구기자
영하구기자(寧夏枸杞子, 학명: Lycium barbarum 리키움 바르바룸[*])는 가지과의 나무이다. 열매는 구기자나무의 열매와 함께 구기자라 불린다.

## 분포
중국이 원산지이다.

## 같이 보기
- 구기자나무